# Stanisław Koniecpolski (kasztelan lubaczowski)
Stanisław Koniecpolski herbu Pobóg (ur. ok. 1625, zm. 1660) – kasztelan lubaczowski w latach 1653-1660, pułkownik królewski w 1651 roku, 
Syn Samuela i Aleksandry Herburt, córki Jana Szczęsnego Herburta. Ożenił się z Izabellą Daniłowicz.
Poseł na sejm 1650 roku z ziemi sanockiej, poseł na sejm 1653 roku z ziemi przemyskiej. 